# استغاثة (إسلام)
الاستغاثة هي إحدى العبادات الواردة في عدد من النصوص الإسلامية وهو يشير إلى الاستغاثة بالله في الشدائد ليكشف المهمات ويفرج الكربات، وقد وردت آيات قرآنية وأحاديث من السنة النبوية تدل على ذلك؛ مما ناسب بيان مفهوم الاستغاثة، والفرق بينها وبين الدعاء، مع عرض لاعتقاد المدارس الدينية في مفهوم الاستغاثة.

## مفهوم الاستغاثة
معناها: طلب الغوث وهو التخليص من الشدة والنقمة، والعون على الفكاك من الشدائد.

## الفرق بين الدعاء والاستغاثة
هناك فرق بين الدعاء والاستغاثة ومن ذلك:
1. أن الدعاء في كل الأحوال من مكروب وغيره، أما الاستغاثة هي الدعاء لله في حال الشدائد والكرب، ومنه سمي الاستسقاء استغاثة، في قوله اللهم اغثنا لأن ذلك في وقت القحط والجدب، فتكون الاستغاثة نوعاً من أنواع الدعاء، فإذا عطف الدعاء على الاستغاثة فهو من باب عطف العام على الخاص، فكل استغاثة دعاء وليس كل دعاء استغاثة.
2. يجوز توجيه الاستغاثة للحي الحاضر القادر، أما الدعاء فليس لك أن توجهه لأحد غير الله، لأن الدعاء كله عبادة ومحبة وتعظيم، أما الاستغاثة فحين توجهها لا يلزم محبة من استغثت به.
3. أن معظم حال المستغيثين بالله إنما هو في طلب الرزق لأن الرزق أعظم أسباب الحياة، أما الدعاء فهو يشمل دعاء الله في كل منفعة ودفع كل مضرة.

## الاستغاثة المشروعة كما في القرآن الكريم والسنة النبوية
يعتقد علماء المسلمين أن الاستغاثة بالله تبارك وتعالى وحده من أجَّل العبادات، سواء أكان ذلك في شفاء المرضى أو طلب الرزق أو قتال العدو أم اتقاء سبع أو كشف الضر أو نحو ذلك. ويدل على مشروعية الاستغاثة بالله نصوص الكتاب والسنة، فقد أخرج الترمذي عن أنس بن مالك (رضي الله عنه) «أن رسول (صلى الله عليه وسلم) الله كان يقول عند الكرب: (يا حي يا قيوم برحمتك أستغيث فأصلح لي شأني كله ولا تكلني إلى نفسي طرفة عين)»، ورسول الله والصحابة رضي الله عنهم لما أصابتهم الشدة يوم بدر كانت استغاثتهم بالله وحده ﴿إِذْ تَسْتَغِيثُونَ رَبَّكُمْ فَاسْتَجَابَ لَكُمْ أَنِّي مُمِدُّكُمْ بِأَلْفٍ مِنَ الْمَلَائِكَةِ مُرْدِفِينَ ۝٩﴾ [الأنفال:9]، وفي خبر الاستسقاء في الصحيحين: ((اللهم أغثنا اللهم أغثنا اللهم أغثنا))، وقد جاء عند الطبراني في معجمه الكبير، أنه «كان في زمن النبي (صلى الله عليه وسلم) منافق يؤذي المؤمنين، فقال أبو بكر (رضي الله عنه): قوموا بنا نستغيث برسول الله (صلى الله عليه وسلم) من هذا المنافق، فقال الرسول ( صلى الله عليه وسلم): ((إنه لا يستغاث بي، وإنما يستغاث بالله))».
قال المصنفون في أسماء الله- تعالى-: «يجب على كل مكلف أن يعلم أن لا غياث ولا مغيث على الإطلاق إلا الله، وأن كل غوث فمن عنده، وإن كان جعل ذلك على يد غيره؛ فالحقيقة له سبحانه، وبغيره مجازا». قال أبوعبدالله الحليمي: «الغياث هو المغيث، وأكثر ما يقال غياث المستغيثين، ومعناه المدرك عباده في الشدائد إذا دعوه، ومريحهم ومخلصهم».
قال أبو عبد الله القرطبي: "ضمن الله إجابة المضطر إذا دعاه، وأخبر بذلك عن نفسه، والسبب في ذلك أن الضرورة إليه باللجأ ينشأ عن الإخلاص، وقطع القلب عما سواه، وللإخلاص عنده سبحانه موقع ذمة، وجد من مؤمن أو كافر، طائع أو فاجر، كما قال تعالى: ﴿هُوَ الَّذِي يُسَيِّرُكُمْ فِي الْبَرِّ وَالْبَحْرِ حَتَّى إِذَا كُنْتُمْ فِي الْفُلْكِ وَجَرَيْنَ بِهِمْ بِرِيحٍ طَيِّبَةٍ وَفَرِحُوا بِهَا جَاءَتْهَا رِيحٌ عَاصِفٌ وَجَاءَهُمُ الْمَوْجُ مِنْ كُلِّ مَكَانٍ وَظَنُّوا أَنَّهُمْ أُحِيطَ بِهِمْ دَعَوُا اللَّهَ مُخْلِصِينَ لَهُ الدِّينَ لَئِنْ أَنْجَيْتَنَا مِنْ هَذِهِ لَنَكُونَنَّ مِنَ الشَّاكِرِينَ ۝٢٢﴾ [يونس:22]، وقوله: ﴿فَإِذَا رَكِبُوا فِي الْفُلْكِ دَعَوُا اللَّهَ مُخْلِصِينَ لَهُ الدِّينَ فَلَمَّا نَجَّاهُمْ إِلَى الْبَرِّ إِذَا هُمْ يُشْرِكُونَ ۝٦٥﴾ [العنكبوت:65]، فأجابهم عند ضرورتهم ووقوع إخلاصهم، مع علمه أنهم يعودون إلى شركهم وكفرهم".
وتنطلق مدارس التصوف والشيعة في تحقيق مفهوم الاستغاثة بالأنبياء والأولياء بأنها من تعظيم شعائر الله واحترام حقوق الأنبياء والإعلاء من منزلتهم وسبب تنزل الرحمات، كما يعتقدون أن ترك الاستغاثة بهم دليل على تنقصهم، وعدم تقدير من رفع الله منزلتهم وأعلى شأنهم. كما أن النبهاني يقرر في كتابه شواهد الحق: أهمية الاستغاثة بالأنبياء؛ إذ أنهم جمعوا بين واسطتين: واسطة تبليغ الرسالة، وواسطة قضاء الحاجات، ودفع الملمات. وكما أن الاستغاثة تكون بالأنبياء فهي كذلك تكون بالأولياء، كما ذكر ذلك صاحب كتاب مناقب الشيخ عبد القادر الجيلاني، وعلوي الحداد في مصباح الأنام، والكوثري في إرغام المريد.
يعتقد السلفية أن الأصل في العبادات الظاهرة والباطنة المنع حتى يقوم الدليل الشرعي على الجواز، ويعتقدون أن الاستغاثة نوع من أنواع الدعاء، والدعاء عبادة كما جاء الخبر في القرآن الكريم: ﴿وَقَالَ رَبُّكُمُ ادْعُونِي أَسْتَجِبْ لَكُمْ إِنَّ الَّذِينَ يَسْتَكْبِرُونَ عَنْ عِبَادَتِي سَيَدْخُلُونَ جَهَنَّمَ دَاخِرِينَ ۝٦٠﴾ [غافر:60]

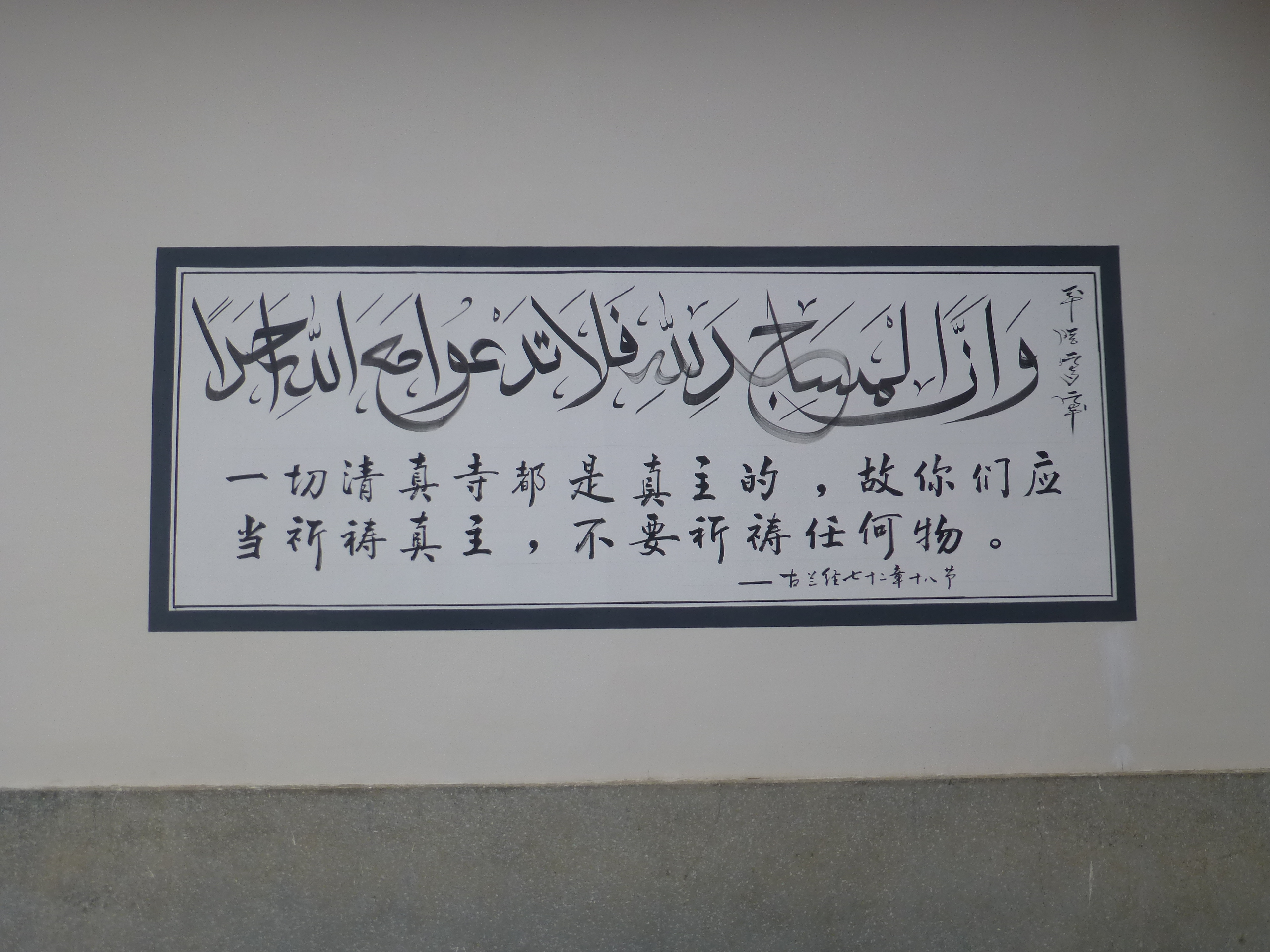
وَأَنَّ الْمَسَاجِدَ لِلَّهِ فَلَا تَدْعُوا مَعَ اللَّهِ أَحَدًا، الجن: 18، مكتوبة على جدران أحد المساجد في مدينة يونان في الصين.

وفي حديث النعمان بن بشير قال: قال رسول الله (صلى الله عليه وسلم): «الدعاء هو العبادة». فالدعاء هو لب الدين وروح العبادة، ولهذا جاء في القرآن الكريم كلمة «الدِّيِن» موضع كلمة «الدعاء» في قوله تعالى:: ﴿فَادْعُوا اللَّهَ مُخْلِصِينَ لَهُ الدِّينَ وَلَوْ كَرِهَ الْكَافِرُونَ ۝١٤﴾ [غافر:14]. لذلك يعتقد أهل السنة والجماعة أن الدعاء عبادة من أعظم العبادات، وأجل الطاعات، وأنه يجب صرفه لله تعالى وحده لا شريك له، فإن من دعا أو استغاث بغير الله فيما لا يقدر عليه إلا الله عزوجل، فقد كفر وخرج من الإسلام، سواءً كان هذا الغير نبيا، أو ولياً، أو ملكاً، أو جنياً، أو غير ذلك من المخلوقات. ويدل على هذا قوله تعالى: ﴿وَلَا تَدْعُ مِنْ دُونِ اللَّهِ مَا لَا يَنْفَعُكَ وَلَا يَضُرُّكَ فَإِنْ فَعَلْتَ فَإِنَّكَ إِذًا مِنَ الظَّالِمِينَ ۝١٠٦﴾ [يونس:106]، وقوله: ﴿فَلَا تَدْعُ مَعَ اللَّهِ إِلَهًا آخَرَ فَتَكُونَ مِنَ الْمُعَذَّبِينَ ۝٢١٣﴾ [الشعراء:213]، وقال تعالى: ﴿وَلَا تَدْعُ مَعَ اللَّهِ إِلَهًا آخَرَ لَا إِلَهَ إِلَّا هُوَ كُلُّ شَيْءٍ هَالِكٌ إِلَّا وَجْهَهُ لَهُ الْحُكْمُ وَإِلَيْهِ تُرْجَعُونَ ۝٨٨﴾ [القصص:88]، وقال تعالى: ﴿وَأَنَّ الْمَسَاجِدَ لِلَّهِ فَلَا تَدْعُوا مَعَ اللَّهِ أَحَدًا ۝١٨﴾ [الجن:18]. وقال (صلى الله عليه وسلم): «من مات وهو يدعو لله ندا دخل النار».
وبحسب عقيدة أهل السنة والجماعة، فهم لا يفرقون بين من يستغيث بالأنبياء والأولياء ليكونوا وسطاء وشفعاء لهم عند الله، وبين قول المشركين في زمن الرسول (صلى الله عليه وسلم): ﴿مَا نَعْبُدُهُمْ إِلَّا لِيُقَرِّبُونَا إِلَى اللَّهِ زُلْفَى﴾ [الزمر:3]، ورغم هذا لم تقبل منهم هذه الدعوة ولم تنفعهم وقاتلهم رسول الله.
ويذكر أهل السنة والجماعة أن هناك نصوصاً عديدة في القرآن الكريم عن الأنبياء وعباده الصالحين وهم قد احتاجوا إلى الاستغاثة والاستعانة والدعاء في مسائلهم ومشاكلهم والملمات التي ألمت بهم، فلم يستغيثوا ولم ينادوا إلا ربهم وحده من آدم إلى نوح ومن إبراهيم إلى موسى ومن يونس إلى خاتم النبيين وأشرف المرسلين محمد بن عبد الله صلوات الله وسلامه عليهم أجمعين، سواء كان مطالبة المغفرة أو الولد أو الشفاء أو النجاة من المآزق والمهالك، من البؤس والفقر والسجن وغير ذلك، أو طلب النصر، فلم يتقدموا بدعواتهم إلا إلى الله وحده، ولم ترد واقعة ولا حادثة استغاث أحد من عباد الله المقربين وأوليائه المنتخبين بأحد دونه وسواه.
قال ابن عقيل (ت 513هـ): «لما صعبت التكاليف على الجهال والضغام عدلوا عن أوضاع الشرع إلى تعظيم أوضاع وضعوها لأنفسهم فسهلت عليهم إذ لم يدخلوا بها تحت أمر غيرهم قال: وهم كفار عندي بهذه الأوضاع مثل تعظيم القبور وإكرامها بما نهى الشرع عنه من إيقاد النيران وتقبيلها وتخليفها وخطاب الموتى بالألواح وكتب الرقاع فيها يا مولاي أفعل بي كذا وكذا».
وقد قال ابن خزيمة (ت 311هـ): «أفليس العلم محيطا يا ذوي الحجا؟ أنه غير جائز أن يأمر النبي (صلى الله عليه وسلم) بالتعوذ بخلق الله من شر خلقه؟ هل سمعتم عالما يجيز، أن يقول الداعي: أعوذ بالكعبة من شر خلق الله؟ أو يجيز أن يقول: أعوذ بالصفا والمروة، أو أعوذ بعرفات ومنى من شر ما خلق الله، هذا لا يقوله ولا يجيز القول به مسلم يعرف دين الله، محال أن يستعيذ مسلم بخلق الله من شر خلقه». ومن المعلوم أن الاستغاثة والاستعانة والاستعاذة معان متقاربة. قال ابن القيم: «ومن أنواعه (الشرك الأكبر) طلب الحوائج من الموتى، والاستغاثة بهم، والتوجه إليهم، وهذا أصل شرك العالم، فإن الميت قد انقطع عمله، وهو لا يملك لنفسه ضرا ولا نفعا، فضلا عمن استغاث به وسأله قضاء حاجته، أو سأله أن يشفع له إلى الله فيها، وهذا من جهله بالشافع والمشفوع له عنده».

## أحوال الاستغاثة بالمخلوق عند أهل السنة والجماعة
الحال الأول: جواز الاستغاثة بمخلوق في مواضع: الاستغاثة بالمخلوق تكون جائزة إذا كان يقدر عليها، وتكون هذه القدرة بثلاثة أمور:
1. إذا كان هذا المخلوق حياً ليس ميتاً.
2. حاضرا غير غائب.
3. قادراً ليس عاجزاً، فمتى استوفت الاستغاثة هذه الشروط الثلاثة جازت الاستغاثة بالمخلوق.

قال الصنعاني: "فإن الاستغاثة بالمخلوقين الأحياء فيما يقدرون عليه لا ينكرها أحد". وقال الشوكاني: "ولا خلاف أنه يجوز أن يستغاث بالمخلوق، فيما يقدر على الغوث فيه من الأمور، ولا يحتاج مثل ذلك إلى استدلال فهو في غاية الوضوح، وما أظنه يوجد فيه خلاف، قال تعالى: ﴿إِنَّ الَّذِينَ آمَنُوا وَهَاجَرُوا وَجَاهَدُوا بِأَمْوَالِهِمْ وَأَنْفُسِهِمْ فِي سَبِيلِ اللَّهِ وَالَّذِينَ آوَوْا وَنَصَرُوا أُولَئِكَ بَعْضُهُمْ أَوْلِيَاءُ بَعْضٍ وَالَّذِينَ آمَنُوا وَلَمْ يُهَاجِرُوا مَا لَكُمْ مِنْ وَلَايَتِهِمْ مِنْ شَيْءٍ حَتَّى يُهَاجِرُوا وَإِنِ اسْتَنْصَرُوكُمْ فِي الدِّينِ فَعَلَيْكُمُ النَّصْرُ إِلَّا عَلَى قَوْمٍ بَيْنَكُمْ وَبَيْنَهُمْ مِيثَاقٌ وَاللَّهُ بِمَا تَعْمَلُونَ بَصِيرٌ ۝٧٢﴾ [الأنفال:72]. قال ابن تيمية فيمن طلب الاستغاثة من الحي القادر: "ولكن إذا كان حيا حاضرا، وطلب منه ما يقدر من الدعاء ونحو ذلك جاز، كما كان أصحاب رسول الله صلى الله عليه وسلم يطلبون منه في حياته، وكما يطلب منه الخير يوم القيامة، هذا هو التوسل به والاستغاثة التي جاءت به الشريعة".
الحال الثاني: تحريم الاستغاثة بمخلوق في مواضع:
الاستغاثة بالمخلوق تكون محرمة وشركاً أكبر إذا كان لا يقدر عليها؛ وعدم المقدرة تكون في أمور ثلاثة:
- النوع الأول: إذا كان المُستغاث به ميتاً، كأن تقول اغثني يا رسول الله، أو المدد يا علي.
- النوع الثاني: أو كان هذا المستغاث به حياً حاضراً وقادراً لكنه غائب لا يسمع استغاثتك، فيظن أنه يسمعه ولو كان في أبعد مكان.
- النوع الثالث: أو كان هذا المُستغيث -أي طالب الاستغاثة- يستغيث بمخلوق حي حاضر في أمر لا يقدر عليه إلا الله، كأن تقول: يا فلان اغفر ذنبي أو اشفِ مريضي. ومن هذا الباب ماحكاه أبو عبد الرحمن السلمي في وصيته[31] عن بعض السلف: «استغاثة المخلوق بالمخلوق كاستغاثة المسجون بالمسجون». وما جاء عن أبي يزيد البسطامي قوله: «استغاثة المخلوق بالمخلوق كاستغاثة الغريق بالغريق».[32]